# Bunnicula
Bunnicula ist eine US-amerikanische Zeichentrickserie, die von 2016 bis 2018 produziert wurde. Die Serie basiert auf der Kinderbuchserie Kanicula (Englisch: „Bunnicula“) von James und Deborah Howe.

## Handlung
Die Serie handelt von einem Vampirhäschen, das sich nicht von Blut, sondern lieber Karottensaft ernährt, wodurch es seine übernatürlichen Kräfte verbessern kann. Es lebt bei der 11-jährigen Mina zusammen mit ihren zwei Haustieren, dem Phantom-Kater Chester und dem liebenswürdigen, aber einfach gestrickten Hund Harold. Gemeinsam erleben sie eine Menge unterschiedlicher Probleme und Abenteuer, denen sie sich stellen.

## Produktion und Veröffentlichung
Die Serie wurde von 2016 bis 2018 in den Vereinigten Staaten produziert. Dabei sind 3 Staffeln mit 104 Folgen entstanden. Regie führen Erik Knutson und Ian Wasseluk und die Produktion übernimmt Warner Bros. Animation. Die Musik ist von Paul E. Francis.
Erstmals ausgestrahlt wurde die Serie am 6. Februar 2016 auf Cartoon Network, in Deutschland erstmals am 20. Juni 2016 auf Boomerang.

## Episodenliste

### Staffel 1
| Nr. (ges.) | Nr. (St.) | deutscher Titel               | deutsche Erstausstrahlung | Originaltitel                       | Originalausstrahlung |
| 1          | 01        | Affentheater                  | 20. Juni 2016             | Mumkey Business                     | 6. Februar 2016      |
| 2          | 02        | Zombiefische                  | 29. Juni 2016             | Walking Fish                        | 6. Februar 2016      |
| 3          | 03        | Das Spinnenlamm               | 21. Juni 2016             | Spider Lamb                         | 13. Februar 2016     |
| 4          | 04        | Alligatortränen               | 5. Juli 2016              | Alligator Tears                     | 13. Februar 2016     |
| 5          | 05        | Die Zeitmaschine              | 23. Juni 2016             | Muddy Harry                         | 20. Februar 2016     |
| 6          | 06        | Das Knoblauch-Experiment      | 22. Juni 2016             | Garlicked                           | 27. Februar 2016     |
| 7          | 07        | Ritter Nachteule              | 1. Juli 2016              | Whooo Is … The Knight Owl           | 5. März 2016         |
| 8          | 08        | Quietschende Rache            | 12. Juli 2016             | Squeaky Doom                        | 12. März 2016        |
| 9          | 09        | Bunnicula Junior              | 28. Juni 2016             | Son Of Bunnicula                    | 19. März 2016        |
| 10         | 10        | Böse-Katzen-Videos            | 11. Juli 2016             | Evil Cat Videos                     | 26. März 2016        |
| 11         | 11        | Chesters Haus des Schreckens  | 27. Juni 2016             | Chester’s Shop Of Horrors           | 23. April 2016       |
| 12         | 12        | Bunnicula hat eine Freundin   | 20. Juni 2016             | Bride Of Bunnicula                  | 14. Mai 2016         |
| 13         | 13        | Die Vampirhasenjagd           | 14. Juli 2016             | Vampire Rabbit Season               | 21. Mai 2016         |
| 14         | 14        | Der Fluch des Wer-Menschen    | 4. Juli 2016              | Curse Of The Weredude               | 7. Mai 2016          |
| 15         | 15        | Nie wieder Internet           | 6. Juli 2016              | Nevermoar                           | 28. Mai 2016         |
| 16         | 16        | Die Grube der Unwürdigen      | 7. Juli 2016              | Hole Of The Unworthy                | 11. Juni 2016        |
| 17         | 17        | Vampiradoption                | 30. Juni 2016             | Adopt A Vampire                     | 11. Juni 2016        |
| 18         | 18        | Die Geisterhundehütte         | 24. Juni 2016             | Haunted Dog House                   | 11. Juni 2016        |
| 19         | 19        | Die Glücksbringer-Hasenpfote  | 13. Oktober 2016          | Lucky Vampire’s Foot                | 18. Juni 2016        |
| 20         | 20        | Die Meisterköchin             | 13. Juli 2016             | Ghost Chef                          | 18. Juni 2016        |
| 21         | 21        | Katzula                       | 14. Oktober 2016          | Catula                              | 25. Juni 2016        |
| 22         | 22        | Der Traumfänger               | 8. Juli 2016              | Dreamcatcher                        | 25. Juni 2016        |
| 23         | 23        | Geisterchili                  | 17. Oktober 2016          | Ghost Pepper                        | 2. Juli 2016         |
| 24         | 24        | Date mit einem Püppchen       | 21. November 2016         | Dating For Dummies                  | 2. Juli 2016         |
| 25         | 25        | Ein verflixter Sonnentag      | 18. Oktober 2016          | Sunn Day Bunn Day                   | 9. Juli 2016         |
| 26         | 26        | Karaoke mit Folgen            | 19. Oktober 2016          | Scaraoke                            | 9. Juli 2016         |
| 27         | 27        | Bäriger Spuk                  | 22. November 2016         | Bearshee                            | 16. Juli 2016        |
| 28         | 28        | Vorsicht vor Apartment 13     | 20. Oktober 2016          | Beware Apartment 13!                | 16. Juli 2016        |
| 29         | 29        | Rätselfieber                  | 23. November 2016         | Puzzle Madness                      | 23. Juli 2016        |
| 30         | 30        | Die Rückkehr des Wer-Menschen | 21. Oktober 2016          | Return Of The Curse Of The Weredude | 23. Juli 2016        |
| 31         | 31        | Das silberne Halsband         | 24. November 2016         | Collar Me Crazy                     | 30. Juli 2016        |
| 32         | 32        | Ein tierischer Star           | 24. Oktober 2016          | Calendar Boys                       | 30. Juli 2016        |
| 33         | 33        | Der Rosenkohl-Junge           | 25. November 2016         | Brussel Boy                         | 6. August 2016       |
| 34         | 34        | Vampirzecke                   | 28. November 2016         | Vampire Tick                        | 6. August 2016       |
| 35         | 35        | Der Zauberstein               | 25. Oktober 2016          | Chestaroldcula                      | 13. August 2016      |
| 36         | 36        | Geistersuche                  | 29. November 2016         | Never Been Scared                   | 13. August 2016      |
| 37         | 37        | Familienportrait              | 30. November 2016         | Family Portrait                     | 20. August 2016      |
| 38         | 38        | Mein imaginärer Freund        | 1. Dezember 2016          | My Imaginary Friend                 | 20. August 2016      |
| 39         | 39        | Das Saft-Problem              | 2. Dezember 2016          | The Juicy Problem                   | 27. August 2016      |
| 40         | 40        | Ungebetener Gast              | 26. Oktober 2016          | Uninvited                           | 27. August 2016      |

### Staffel 2
| Nr. (ges.) | Nr. (St.) | deutscher Titel            | deutsche Erstausstrahlung | Originaltitel                                      | Originalausstrahlung |
| 41         | 01        | Die verhexte Süßkartoffel  | 11. Dezember 2017         | The Invisible Yam                                  |                      |
| 42         | 02        | Die Macht der Wissenschaft | 12. Dezember 2017         | Indistinguishable From Magic                       | 15. Oktober 2017     |
| 43         | 03        | Streiche für die Ewigkeit  | 13. Dezember 2017         | Pranks For The Memories                            |                      |
| 44         | 04        | Die Rache des Wer-Menschen | 14. Dezember 2017         | Revenge Of The Return Of The Curse Of The Weredude | 15. Oktober 2017     |
| 45         | 05        | Minas Geheimdienst-Club    | 15. Dezember 2017         | Secret Service                                     | 21. Oktober 2017     |
| 46         | 06        | Das königliche Auge        | 19. Dezember 2017         | The Eyes Have It                                   | 22. Oktober 2017     |
| 47         | 07        | Bunnicula auf Reisen       | 15. März 2018             | Bunnicula On A Plane                               |                      |
| 48         | 08        | Im Hasenbau                | 22. Dezember 2017         | Down The Rabbit Hole                               | 28. Oktober 2017     |
| 49         | 09        | Chips und Salsa            | 20. Dezember 2017         | Chips And Salsa                                    | 29. Oktober 2017     |
| 50         | 10        | –                          |                           | Harold The Vampire Pointer                         | 29. Oktober 2017     |
| 51         | 11        | Minas Geheimdienst-Club    | 15. Dezember 2017         | On Mina’s Secret Service                           |                      |
| 52         | 12        | Der Kellermander           | 18. Dezember 2017         | Cellarmander                                       |                      |
| 53         | 13        | Alraunenkräfte             | 21. Dezember 2017         | Mark Of The Mandrake                               |                      |